# إليانور دودسون
إليانور دودسون (بالإنجليزية: Eleanor Dodson)‏ هي رياضياتية أسترالية، ولدت في 1936.